# キングクレソールジャズバンド
キングクレソールジャズバンド（King Cresol Jazz Band）は、デキシーランド・ジャズを演奏するジャズバンド。
1982年1月、龍野町にて設立。メンバーがすべて病院に関係していたので、クレソールという消毒薬の名をつけて活動していたが、後に米国のキングクレオールジャズバンド（King Creole Jazz Band）を文字って キングを冠するようになった。クレオールというのはヨーロッパ人とアフリカ人の混血を指すが、日本語では両者の発音がよく似ている。
1988年6月、サンフランシスコのNatural Gas Jazz Bandのコルネット奏者、歯科医のクラムリーとDevil Mountain Jazz Bandのリーダー、バンジョー奏者キーラーの世話で、Yerba Buena Jazz Bandのルーワターに会う機会を得た。
キングクレソールジャズバンドが目指すところは、ルーワタージャズの再現であった。ピアノ、バンジョー、バスサックス、チユーバ、パーカッションなどのセッションが刻む重厚で軽快なリズムと、それに2本のコルネット、トロンボーン、クラリネットの奏でるメロディで、ルーのジャズのルーツを尋ねてきた。
最初は日本で活動していたが、1998年頃からシアトルのUptown Low Dow Jazz Bandのバートの招きで、米国の各地で開かれるジャズフェス（オレゴン、シアトル、サンフランシスコ、サンタローザ、バンクーバー）などに参加することができた。ルーのメンバーだったピアニストのワリーローズ、クラリネットのボブヘルムなどと共演した。
キングクレソールジャズバンドはアデレードで開催されたオーストラリアンジャズフェスや、香港のオペラハウスなどにも出演した。しかし、2007年のブルーノート大阪での演奏をピークに活動を減らし、2011年沖縄で開かれたアジア肩関節学会の会長招宴を最後に、メンバーの病折もあり休眠状態に入った。